# Hirata (Familienname)
Hirata (jap. 平田) ist ein japanischer Familienname.

## Herkunft und Bedeutung
Hirata ist entweder ein Wohnstätten- oder ein Herkunftsname. Als Wohnstättenname geht er auf die Bedeutung der Kanji 平 (dt. gleichmäßig oder flach) und 田 (dt. Reisfeld) zurück; er bezeichnete also Personen, die an einem ebenen Reisfeld wohnten. Als Herkunftsname erfolgte die Benennung nach dem Siedlungsnamen Hirata (mehrfach in Japan).

## Namensträger
- Akihiko Hirata (1927–1984), japanischer Schauspieler
- Alessandro Hirata (* 1979), brasilianischer Rechtshistoriker
- Hirata Atsutane (1776–1843), japanischer Gelehrter zur Zeit des Tokugawa-Shōgunats
- Andrea Hirata (* 1967), indonesischer Schriftsteller
- Christopher Hirata (* 1982), US-amerikanischer Astrophysiker
- Hirata Gōyō (1903–1981), japanischer Puppenmacher
- Hiroaki Hirata (* 1963), japanischer Schauspieler, Synchronsprecher und Erzähler
- Kaito Hirata (* 2001), japanischer Fußballspieler
- Kei Hirata (* 1969), japanischer Fußballspieler
- Ken’ichirō Hirata (* 1991), japanischer Fußballspieler
- Kenji Hirata (* 1944), japanischer Politiker
- Kimiko Hirata (* 1970), japanische Klimaaktivistin
- Kōichi Hirata (* 1948), japanischer Politiker (Liberaldemokratische Partei), Mitglied des Shūgiin (Unterhaus)
- Noriyasu Hirata (* 1983), japanischer Badmintonspieler
- Peter Saburō Hirata (1913–2007), römisch-katholischer Bischof von Oita und Fukuoka
- Hirata Tokuboku (1873–1943), japanischer Anglist und Essayist
- Hirata Tōsuke (1849–1925), japanischer Bürokrat und Politiker